# Neuroästhetik
Als Neuroästhetik wird ein Forschungsprogramm bezeichnet, dessen Ziel ist es, die neurobiologischen Grundlagen ästhetischer Empfindungen, etwa bei der Rezeption von Kunst oder Musik, sowie der kreativen Prozesse beim Erschaffen solcher Werke zu erforschen. Der Begriff wurde 2001 von Semir Zeki geprägt. Zeki sieht die Neuroästhetik als Teildisziplin der experimentellen Ästhetik.

## Forschungsansätze
Zu den methodischen Ansätzen der Neuroästhetik gehören die Wahrnehmungspsychologie, die Evolutionsbiologie, neurologische Methoden sowie die funktionelle Anatomie.
Ein wichtiger Ansatz innerhalb dieses Forschungsgebiets ist es, mögliche universelle Gesetzmäßigkeiten zu finden, die dem Schönheitsempfinden zugrunde liegen, und diese neurobiologisch zu begründen. Für den Bereich der bildenden Kunst sind hier insbesondere die Mechanismen der visuellen Wahrnehmung von Bedeutung. Solche Gesetzmäßigkeiten können auch im Bezug auf ihre möglichen evolutionären Vorteile hin untersucht werden.
Zudem werden bildgebende Verfahren wie die Funktionelle Magnetresonanztomographie (fMRT) und Elektroenzephalographie (EEG) eingesetzt, um Gehirnstrukturen auszumachen, die spezifisch auf ästhetische Erfahrungen reagieren und daher als deren neuronale Grundlagen verstanden werden können. Auch Untersuchungen des ästhetischen Empfindens von Patienten mit spezifischen Hirnstörungen wie dem Savant-Syndrom oder traumatischen Hirnverletzungen können für diesen Zweck eingesetzt werden. Von besonderem Interesse sind auch die Werke von Künstlern mit derartigen Störungen.
Eine aktuelle Fragestellung der Neuroästhetik zielt darauf ab, inwieweit ästhetisches Empfinden „bottom-up“ von der Zusammenführung einfacher („primitiver“) Wahrnehmungen oder „top-down“ von der Einwirkung höherer kognitiver Prozesse abhängt. Eine Bildgebungsstudie von 2009 gibt Hinweise auf beide Verarbeitungsweisen: Aufmerksamkeitslenkung und visuelle Suche als kognitive Komponenten, sowie die aktive Konstruktion mentaler Bilder mit weichen Kanten als Bottom-Up-Prozesse.
Des Weiteren wurden in jüngerer Zeit die neuronalen Reaktionen auf verschiedene Stil- und Kunstrichtungen gegenübergestellt, etwa abstrakte im Vergleich zu eher klassischer, gegenständlicher Malerei.
Im weiteren Sinne werden auch eher kunsthistorisch, philosophisch oder politikwissenschaftliche Studien der Neuroästhetik zugerechnet, die sich in ihrer Argumentation auf neurowissenschaftliche Erkenntnisse beziehen.

## Theorien neuroästhetischer Gesetzmäßigkeiten

### Semir Zekis Gesetze der visuellen Wahrnehmung
Semir Zeki ist ein Professor für Hirnforschung am University College London, der die Entwicklung der Neuroästhetik maßgeblich geprägt hat. Zeki sieht Kunst als Ausdruck der enormen Vielseitigkeit des Gehirns, bedingt durch seine schnelle Evolution. So wie die Neurowissenschaft helfen kann, die Grundlagen des Kunstverständnisses aufzudecken, kann umgekehrt die Untersuchung von Kunstgenuss auch Aufschluss über Gehirnfunktionen geben. Zeki stellt die These auf, dass Künstler mit der Produktion ihrer Werke unbewusst die Funktionsweise des Gehirns erforschen:

„…der Künstler ist in gewisser Weise ein Neurowissenschaftler, der das Potential und das Fassungsvermögen des Gehirns erforscht, wenn auch mit anderen Mitteln. Die Art und Weise, auf die solche künstlicherische Schöpfungen ästhetische Erfahrungen hervorrufen, kann nur auf neurobiologische Weise vollständig verstanden werden. Ein solches Verständnis ist nun durchaus in Sicht.“

Für Zeki sind zwei Prinzipien von entscheidender Bedeutung für die visuelle Wahrnehmung: Das Prinzip der Konstanz und das der Abstraktion. Mit Konstanz ist die Fähigkeit des Gehirns gemeint, trotz ständig wechselnder visueller Eindrücke Wissen über die gleichbleibenden Eigenschaften von Objekten zu gewinnen und dabei viele andere Faktoren auszublenden. So sind wir zum Beispiel in der Lage, ein Gesicht wiederzuerkennen, obwohl es etwa von verschiedenen Blickwinkeln aus oder unter verschiedenen Lichtverhältnissen betrachtet wird. Künstlerisches Schaffen hat nach Zeki ebenfalls die Aufgabe, das Essentielle der Objekte herauszuarbeiten. Ein Beispiel dafür sind die Werke des frühen Kubismus, bei dem viele der veränderlichen Aspekte wie Perspektive und Beleuchtung eliminiert wurden.
Das Prinzip der Abstraktion bezieht sich auf die Fähigkeit des Gehirns, Repräsentationen genereller Regelmäßigkeiten aus einer Reihe von vielen tatsächlich gesehenen Beispielen zu extrahieren, also vom Besonderen auf das Generelle zu schließen. Nach Zeki überträgt der Künstler diesen Prozess auf sein Kunstwerk, indem er ein abstrahiertes Abbild erschafft. Umgekehrt erklärt er die besondere Faszination von unfertigen oder mehrdeutigen Kunstwerken damit, dass dem Gehirn beim Betrachten solcher Werke Raum für den eigenen Abstraktionsprozess gelassen wird.

### Ramachandrans acht Gesetze des Kunsterlebens
Der Neurologe Vilayanur S. Ramachandran hat zusammen mit dem Philosophen William Hirstein eine Theorie aufgestellt, in der er acht Heuristiken einführt, die für das Erleben von Kunstgenuss von Bedeutung sind. Ramachandran beleuchtet dabei auch mögliche evolutionäre Vorteile, die aus der Anwendung dieser „Gesetze“ folgen, und auf ihre neurobiologische Umsetzung im Gehirn. Diese Gesetze sind die folgenden:
1. Übertreibung: Aus dem Bereich des Unterscheidungslernens ist bekannt, dass Tiere unter Umständen stärker auf übertriebene Darstellungen eines gelernten Reizes reagieren als auf diesen Reiz selbst (Peak Shift-Prinzip).[11][12] Sollen sie z. B. ein Rechteck von einem Quadrat unterscheiden, kann ein in eine Richtung extrem lang gezogenes Rechteck eine starke Reaktion auslösen, obwohl ein solches „Super-Rechteck“ vorher nie gezeigt wurde. Für Ramachandran bedeutet dies, dass ein Herausarbeiten und Überzeichnen der grundlegenden Eigenschaften eines Objekts eine starke Reaktion hervorruft. Dies ist auch eine zentrale Arbeitsweise vieler Künstler, etwa in Karikaturen und abstrakter Kunst.
2. Isolation: Beim Betrachten eines Bildes spielt die visuelle Aufmerksamkeit eine zentrale Rolle. Wird diese Aufmerksamkeit durch die Gestaltung des Bildes auf einen einzigen Aspekt gelenkt, kann das Gehirn mehr Ressourcen für dessen Verarbeitung bereitstellen und stärker darauf reagieren. Ramachandran spricht dabei von der Isolation eines visuellen Moduls. Er vermutet, dass künstlerisch hochbegabte Savants einen Extremfall der Isolation darstellen, bei dem sämtliche andere Module zugunsten des visuell-künstlerischen abgeschaltet sind.
3. Gestalt-Gesetze: Das visuelle System ist in der Lage, einzelne visuelle Elemente zu einer Gesamtfigur zusammenzusetzen (perceptual grouping). Es benutzt dabei eine Reihe von so genannten Gestalt-Gesetzen. Danach werden z. B. ähnliche, nahe beieinander oder in derselben Ausrichtung befindliche Objekte eher als zusammengehörig angenommen als andere. Diese Prozesse haben einen unmittelbaren Nutzen bei der Entdeckung von versteckten Objekten, etwa einem Raubtier in einem Busch. Künstler machen sich diese Gesetze seit jeher zunutze.
4. Kontrastverstärkung: Aus denselben Gründen wie bei den Gestaltgesetzen ist auch die Kontrastierung zweier visueller Einheiten als getrennte Objekte wichtig für das Überleben und wird als angenehm empfunden. Neurobiologisch wird eine solche Kontrastverstärkung durch Nervenzellen im frühen visuellen System vermittelt.[13]
5. Visuelles Problemlösen: Das Entdecken eines Objekts oder einer anderen Regelmäßigkeit wird meist dann als besonders befriedigend empfunden, wenn das Entdecken schwierig war. Ähnlich wie bei der Kontrastverstärkung und Gruppierung kann das evolutionsbiologisch damit erklärt werden, einen Anreiz zu bieten, auch schwierige visuelle Probleme zu lösen und damit das Überleben nachhaltiger zu sichern.
6. Symmetrie: Die Symmetrie ist ein wichtiger Aspekt der Schönheit und wird wie der Kontrast schon früh im visuellen System erkannt. Ramachandran erklärt die Bedeutung der Symmetrie wiederum als evolutionären Vorteil beim Erkennen von potentiellen Fressfeinden, Beutetieren oder Sexualpartnern.
7. Generischer Blickwinkel: Verwandt mit den Gestaltgesetzen ist das Prinzip des generischen Blickwinkels (generic viewpoint). Damit ist gemeint, dass das Gehirn Schlussfolgerungen vermeidet, die nur unter einem bestimmten Blickwinkel Bestand haben. Zum Beispiel werden zwei Objekte, von denen eins nur halb zu sehen ist, stets so interpretiert, dass das eine das andere Objekt verdeckt. Im Prinzip könnte das hintere Objekte auch einfach unvollständig sein, aber dann würde diese spezifische Konstellation nur von diesem einen Blickwinkel aus möglich sein. Dies ist unwahrscheinlich und wird daher auch nicht als wahr angenommen. Kunstwerke, die diesen Regeln entsprechen (etwa unter Verwendung der korrekten Perspektive), sind angenehmer zu betrachten.
8. Visuelle Metapher: Kunstwerke verwenden oft metaphorische Darstellungen, also Bilder, die neben ihrer offensichtlichen Bedeutung noch eine andere, übertragene besitzen. Ähnlich wie das visuelle Problemlösen ist die Entdeckung einer solchen Metapher ein befriedigendes Erlebnis. Hinweise für eine neurobiologische Grundlage dieses Prozesses liefert das Capgras-Syndrom, bei dem ein Patient glaubt, eine ihm nahestehende Person sei durch einen identisch aussehenden Doppelgänger ersetzt worden.

## Gehirnareale mit Bezug zu ästhetischer Wahrnehmung

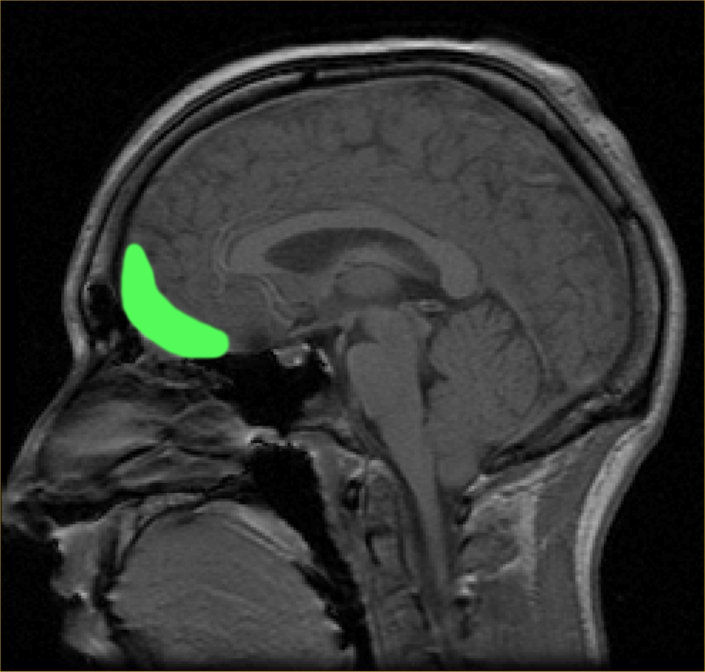
Position des orbitofrontalen Cortex im Gehirn, sichtbar gemacht durch MRT

Der präfrontale Cortex ist orange hervorgehoben. Die Brodmann-Areale sind durch Zahlen gekennzeichnet.

Um ästhetische Wahrnehmung mit bestimmten Gehirnarealen in Verbindung zu bringen, werden bildgebende Verfahren wie fMRT, EEG oder MEG eingesetzt, meistens während die Probanden Kunstwerke betrachten. Dabei wird die neuronale Aktivität zwischen verschiedenen Bedingungen verglichen, etwa zwischen dem rein „pragmatischen“ Betrachten und der Betrachtung unter künstlerischen Gesichtspunkten, zwischen verschiedenen Kunststilen oder zwischen als schön oder hässlich bewerteten Bildern oder geometrischen Formen. Die in einer bestimmten Bedingung besonders aktiven Hirnregionen werden dann dem jeweiligen Aspekt als zugehörig angesehen.
Die Ergebnisse dieser Studie weisen weniger auf eine klar umrissene Hirnregion hin, die spezifisch für Kunstempfinden wäre, sondern eher auf ein hierarchisches Netzwerk solcher Regionen. Zunächst sind die visuellen Areale unterschiedlich aktiv, je nachdem welche Art von Gemälde betrachtet wurde (abstrakte oder gegenständliche Malerei, Stillleben, Landschaftsgemälde oder Porträts). Die Beurteilung eines Bildes als schön ging häufig mit der Aktivierung frontaler Areale einher, etwa dem orbitofrontalen Cortex, dem Cortex cingularis anterior und dem dorsolateralen und ventralen präfrontalen Cortex. Speziell der orbitofrontale Cortex wird auch allgemeiner mit der Beurteilung des Belohnungswerts eines Reizes in Verbindung gebracht.
Des Weiteren wurden Aktivierungen von Arealen beschrieben, die mit Emotionen in Verbindungen gebracht werden (Amygdala, Inselrinde). Cinzia Di Dio und Vittorio Gallese betonen zudem die Bedeutung motorischer Areale wie dem Prämotorcortex und den posterioren parietalen Cortex, insbesondere bei der Betrachtung von Statuen, die bestimmte Bewegungsposen zeigen.

## Kritik
Die Ansätze der Neuroästhetik wurden vielfach kritisiert. Ihr wird vorgeworfen, sie reduziere den Kunstbegriff auf wenige biologistische Prinzipien, die nur „einige Aspekte einiger Kunstwerke“ erkläre, dabei aber den Anspruch einer allgemeingültigen Kunsttheorie erhebe. Kulturelle und soziale Faktoren sowie die Erkenntnisse aus Jahrhunderten von Philosophie und Kunstgeschichte würden dagegen ignoriert. Ähnliche Argumente finden sich auch in einer allgemeineren Kritik an einem Übergreifen der Neurowissenschaften auf unterschiedlichste Bereiche des Lebens (Neuromarketing, Neurotheologie etc.), bei der vor allem mit den eindrucksvollen Bildern aus fMRT-Scannern argumentiert würde, die aber zu wenig aussagekräftig sind, wenn sie nicht von geschulten Psychologen interpretiert würden. Speziell werden die Theorien von Zeki und Ramachandran als zu unspezifisch kritisiert: Sie würden nur Aussagen über die Wahrnehmung im Allgemeinen machen, aber nicht über Kunst im Speziellen.
Der Ästhetik-Professor John Hyman vom Queen’s College in Oxford, einer ihrer schärfsten Kritiker, führt Ramachandrans Beispiel einer Skulptur der indischen Göttin Parvat an, die mit überzeichneten Hüften und Brüsten als Beispiel für sein Prinzip der künstlicherischen Übertreibung dient. Hyman argumentiert, dass man diese Überlegungen genauso gut auf Pamela Anderson anwenden könnte, da sie ebenfalls als überzeichnetes Bild von Weiblichkeit gelten könnte und die Theorie keine Aussage darüber mache, ob ihr Objekt ein Kunstwerk ist oder nicht. Hyman spricht in diesem Zusammenhang sarkastisch von einer „Baywatch-Theorie der Kunst“. Hyman räumt zwar ein, dass die Neurowissenschaften durchaus einen Beitrag zum Verständnis der Kunst geben können, weist aber darauf hin, dass es viele Kunstwerke gäbe, die durch die neuroästhetischen Theorien nicht erklärt würden. So ist bei Weitem nicht alle Kunst Karikatur, wie es Ramachandran überspitzt ausdrückt, sondern gerade in der klassischen Malerei finden sich viele Beispiele sehr naturalistischer Darstellungen. Auch das Element der Mehrdeutigkeit, auf dass sich Zeki bezieht, ist in der Kunst nicht omnipräsent, insbesondere steigt der künstlerische Wert einer Werkes nicht automatisch in dem Maße, in dem es verschiedene Interpretationen zulässt. Allgemein rät Hyman:

„…bezüglich des künstlerischen Wertes eines Werkes sollten wir Pluralisten sein. Es ist ein Fehler zu denken, dass Mehrdeutigkeit, oder Überzeichnung oder sonst irgendetwas in dieser Richtung alle Kunst, oder alle “große” Kunst ausmachen würde.“

Der größte Kritikpunkt Hymans ist aber, dass sich die Theorien Zekis und Ramachandrans den Anstrich von Wissenschaftlichkeit und universellem Erklärungswert geben würden, dass diese aber nur an wenigen Beispielen illustriert und nicht experimentell getestet würden – ein Vorgehen, das beide Wissenschaftler bei Arbeiten in ihrem eigenen Feld sicher nicht akzeptieren würden.
Semir Zeki hat in einem Blog-Eintrag mit dem Titel „The Fear of Neuroesthetics“ auf die Kritik an der Neuroästhetik reagiert. Er argumentiert, dass jede wissenschaftliche Betrachtungsweise notwendigerweise reduktionistisch sei, dies aber auch auf viele Arten des künstlerischen Schaffens und ihrer Interpretation zutreffe. Zudem bestreitet er, dass die Erklärung von Kunst das vorrangige Ziel der Neuroästhetik sei:

„…die Neuroästhetik ist weit davon entfernt zu versuchen, ein Kunstwerk oder ein literarisches Meisterwerk zu “erklären”, sie versucht nur, aus ihnen Einsichten zu gewinnen und etwas über das Gehirn zu lernen.“

Dies sei vielmehr von jeher das Feld der Kunstkritik und Kunstgeschichte.